# Giétroz Glacier
Giétroz Glacier är en glaciär i Schweiz.   Den ligger i distriktet Entremont och kantonen Valais, i den södra delen av landet, 110 km söder om huvudstaden Bern. Giétroz Glacier ligger 3 050 meter över havet.
Terrängen runt Giétroz Glacier är huvudsakligen bergig, men åt sydost är den kuperad. Närmaste större samhälle är Bagnes, 15,5 km nordväst om Giétroz Glacier. 
Trakten runt Giétroz Glacier är permanent täckt av is och snö. Runt Giétroz Glacier är det ganska glesbefolkat, med 23 invånare per kvadratkilometer.